# 君のキャトル・ヴァン・ディス
『君のキャトル・ヴァン・ディス』（きみのキャトル・ヴァン・ディス）は、スターダストレビューの19枚目のシングル。1990年2月10日に発売された。

## 収録曲
全作編曲：三谷泰弘
1. 君のキャトル・ヴァン・ディス
作詞：田口俊
'90カネボウ化粧品春のキャンペーン・イメージ・ソング
2. New World Song
作詞・メインボーカル：三谷泰弘